# فرودگاه بین‌المللی جرالد فورد
فرودگاه بین‌المللی جرالد فورد (به انگلیسی: Gerald R. Ford International Airport) یک فرودگاه همگانی مسافربری با کد یاتا GRR است که یک باند فرود بتن دارد و طول باند آن ۳۰۴۸ متر است. این فرودگاه در شهر گرند رپیدز، میشیگان کشور ایالات متحده آمریکا قرار دارد و در ارتفاع ۲۴۲ متری از سطح دریا واقع شده‌است.